# نویل بنیستر
نویل بنیستر (انگلیسی: Neville Bannister؛ زادهٔ ۲۱ ژوئیهٔ ۱۹۳۷) بازیکن فوتبال اهل بریتانیا است.
از باشگاه‌هایی که در آن بازی کرده‌است می‌توان به باشگاه فوتبال هارتل پول یونایتد، باشگاه فوتبال بولتون واندررز، باشگاه فوتبال لینکولن سیتی، باشگاه فوتبال روچدیل، و باشگاه فوتبال فلیتوود اشاره کرد.